# Distretto della Bassa Baviera
Il distretto della Bassa Baviera (in tedesco Bezirk Niederbayern) è uno dei sette distretti del Land della Baviera in Germania, ed è governato dal Bezirksrat.

## Suddivisione
Il distretto della Bassa Baviera comprende 3 città extracircondariali e 9 circondari:
Città extracircondariali
1. Landshut
2. Passavia (Passau)
3. Straubing

Circondari
1. Deggendorf
2. Dingolfing-Landau
3. Freyung-Grafenau
4. Kelheim
5. Landshut
6. Passavia (Passau)
7. Regen
8. Rottal-Inn
9. Straubing-Bogen